# Jakub Lewandowski (hokeista)
Jakub Lewandowski (ur. 25 października 2001 w Toruniu) – polski hokeista.

## Kariera
- MKS Sokoły Toruń do lat 14 (2014/2015)
- MKS Sokoły Toruń do lat 16 (2014-2016)
- MKS Sokoły Toruń do lat 18 (2015/2016)
- MKS Sokoły Toruń do lat 20 (2015/2016)
- HC Vítkovice do lat 18 (2016-2018)
- HC Vítkovice do lat 19 (2018-2019)
- PZHL U23 (2018/2019)
- Sioux Falls Stampede (2019-2020)
- HC Vítkovice do lat 20 (2020/2021)
- Bemidji State Beavers (2021-)

Wychowanek MKS Sokoły Toruń. W barwach drużyn tego klubu występował w drużynach kolejnych roczników juniorskich. Od 2016 do 2019 przez trzy sezony grał w zespołach juniorskich czeskiego klubu HC Vítkovice. Ponadto w edycji Polskiej Hokej Ligi 2018/2019 rozegrał jeden mecz w barwach ekipy PZHL U23. Latem 2019 został graczem amerykańskiej drużyny Sioux Falls Stampede, w barwach której rozegrał sezon 2019/2020 rozgrywek United States Hockey League (USHL). W sezonie 2020/2021 był graczem HC Vitkovice U20. W 2021 został zaangażowany do zespołu Bemidji State Beavers z Bemidji State University z siedzibą w Bemidji i podjął występy w akademickiej lidze NCAA.
W barwach reprezentacji Polski do lat 18 uczestniczył w turnieju mistrzostw świata juniorów do lat 18 edycji 2018 (Dywizja IIA). W barwach reprezentacji Polski do lat 20 uczestniczył w turnieju mistrzostw świata juniorów do lat 20 edycji 2020 (Dywizja IB).

## Osiągnięcia
Indywidualne
- Mistrzostwa świata do lat 18 w hokeju na lodzie mężczyzn 2018/II Dywizja#Grupa A:
  - Trzecie miejsce w klasyfikacji strzelców turnieju: 5 goli[4]
- Mistrzostwa Świata Juniorów w Hokeju na Lodzie 2020/I Dywizja#Grupa B:
  - Czwarte miejsce w klasyfikacji strzelców turnieju: 5 goli[5]
  - Pierwsze miejsce w klasyfikacji asystentów turnieju: 8 asyst[6]
  - Pierwsze miejsce w klasyfikacji kanadyjskiej turnieju: 13 punktów[7]
  - Drugie miejsce w klasyfikacji +/- turnieju: +7[8]